# Hypselodoris pulchella
Espèce
Synonymes
- Chromodoris pulchella (Rüppell & Leuckart, 1830)[2]
- Doris pulchella Rüppell & Leuckart, 1830[2]
- Risbecia pulchella (Rüppell & Leuckart, 1830)[2]
- Risbecia pulchella Rüppell & Leuckart, 1828[3]

Hypselodoris pulchella est une espèce de nudibranches (limaces de mer) appartenant à la famille des Chromodorididae natif de l'Océan Indien et de la Mer Rouge.

## Publication originale
- Rüppell & Leuckart, 1828 (1828-1830) : Mollusca [in] Atlas zu des Reise im Nordlichen Afrika von Eduard Rüppell, sér. 3, vol. 171, n. 1, pp. 1-22 (texte intégral) (de).